# 清原悦志
清原 悦志（きよはら えつし、1931年 - 1988年）は東京都出身のグラフィックデザイナー、ブックデザイナー。
東京都出身。1955年、東京教育大学（現筑波大学）教育学部芸術学科構成学専攻卒業（高橋正人に師事）。1956年3月、東京教育大学教育学部芸術学科構成学専攻科修了卒業。清原悦志デザイン室主宰、株式会社正方形主宰。日本の近代詩のリーダーの一人である北園克衛の主宰するグループVOUに参加し、純粋形象としての写真や立体造形を残している。

## 主な作品、仕事
- 「現代詩手帖」（思潮社、1966）
- 「寺山修司の戯曲」（思潮社、1969-71）
- 「思潮」（思潮社、1970-72）
- 「ダダ・シュルレアリスム　変革と伝統と時代」（思潮社、1971）[4]
- 「牧神」（牧神社、1973-78）
- 「秘版栄泉・秘版国芳」（芳賀書店、1974）
- 「吸血妖魅考」（牧神社、1975）
- 「ウィトゲンシュタイン全集1-10」（大修館書店、1975-88）
- 「BLUE」（Edition VOU、1979）
- 「シュルレアリスム読本1-4」（思潮社、1981）
- 「北園克衛とVOU」（北園克衛とVOU刊行委員会、1988）
- 「直立猿人」（書肆季節社、1988）
- 電気化学工業会社案内・製品案内（70年代を中心に）
- 大日本印刷アニュアルレポート、会社案内、カレンダー（70年代を中心に）
- 北園克衛主催「VOU」への作品発表（1959-78）

## 関連人物
北園克衛、高橋正人、勝井三雄、杉浦康平、板東孝明、白井敬尚、清原惟